# Liste des planètes mineures (309001-310000)
Voici la liste des planètes mineures numérotées de 309001 à 310000. Les planètes mineures sont numérotées lorsque leur orbite est confirmée, ce qui peut parfois se produire longtemps après leur découverte. Elles sont classées ici par leur numéro et donc approximativement par leur date de découverte.

## Planètes mineures 309001 à 310000

### 309001-309100
| Nom      | Désignation provisoire | Date de la découverte | Découvreur        |
| -------- | ---------------------- | --------------------- | ----------------- |
| (309001) | 2006 UG49              | 17 octobre 2006       | Spacewatch        |
| (309002) | 2006 UG50              | 17 octobre 2006       | Spacewatch        |
| (309003) | 2006 UL51              | 17 octobre 2006       | Mt. Lemmon Survey |
| (309004) | 2006 UR57              | 18 octobre 2006       | Spacewatch        |
| (309005) | 2006 UW73              | 17 octobre 2006       | Spacewatch        |
| (309006) | 2006 UC77              | 17 octobre 2006       | Spacewatch        |
| (309007) | 2006 UL77              | 17 octobre 2006       | Spacewatch        |
| (309008) | 2006 UM78              | 17 octobre 2006       | Spacewatch        |
| (309009) | 2006 UZ80              | 17 octobre 2006       | Mt. Lemmon Survey |
| (309010) | 2006 UB82              | 17 octobre 2006       | Spacewatch        |
| (309011) | 2006 UE83              | 17 octobre 2006       | Mt. Lemmon Survey |
| (309012) | 2006 UG83              | 17 octobre 2006       | Mt. Lemmon Survey |
| (309013) | 2006 UM90              | 17 octobre 2006       | Spacewatch        |
| (309014) | 2006 UQ90              | 17 octobre 2006       | Spacewatch        |
| (309015) | 2006 UZ97              | 18 octobre 2006       | Spacewatch        |
| (309016) | 2006 UH103             | 18 octobre 2006       | Spacewatch        |
| (309017) | 2006 UC111             | 19 octobre 2006       | Spacewatch        |
| (309018) | 2006 US112             | 19 octobre 2006       | Spacewatch        |
| (309019) | 2006 UO113             | 19 octobre 2006       | Spacewatch        |
| (309020) | 2006 UY116             | 19 octobre 2006       | Spacewatch        |
| (309021) | 2006 UU119             | 19 octobre 2006       | Spacewatch        |
| (309022) | 2006 UM124             | 19 octobre 2006       | Mt. Lemmon Survey |
| (309023) | 2006 UH130             | 19 octobre 2006       | Spacewatch        |
| (309024) | 2006 UO130             | 19 octobre 2006       | Spacewatch        |
| (309025) | 2006 UQ133             | 25 septembre 2006     | Mt. Lemmon Survey |
| (309026) | 2006 UA134             | 19 octobre 2006       | Spacewatch        |
| (309027) | 2006 UD140             | 19 octobre 2006       | Spacewatch        |
| (309028) | 2006 UR146             | 20 octobre 2006       | Mt. Lemmon Survey |
| (309029) | 2006 UP154             | 21 octobre 2006       | Mt. Lemmon Survey |
| (309030) | 2006 UZ155             | 21 octobre 2006       | Mt. Lemmon Survey |
| (309031) | 2006 UH160             | 21 octobre 2006       | Mt. Lemmon Survey |
| (309032) | 2006 UT172             | 22 octobre 2006       | Spacewatch        |
| (309033) | 2006 UF176             | 16 octobre 2006       | CSS               |
| (309034) | 2006 UJ177             | 16 octobre 2006       | CSS               |
| (309035) | 2006 UV187             | 19 octobre 2006       | CSS               |
| (309036) | 2006 UH189             | 19 octobre 2006       | CSS               |
| (309037) | 2006 UR197             | 20 octobre 2006       | Spacewatch        |
| (309038) | 2006 UL198             | 20 octobre 2006       | Spacewatch        |
| (309039) | 2006 UL216             | 29 octobre 2006       | Endate, K.        |
| (309040) | 2006 UK218             | 30 octobre 2006       | Nyukasa           |
| (309041) | 2006 UR221             | 17 octobre 2006       | Spacewatch        |
| (309042) | 2006 UR234             | 22 octobre 2006       | Mt. Lemmon Survey |
| (309043) | 2006 UW241             | 27 octobre 2006       | Spacewatch        |
| (309044) | 2006 UB246             | 27 octobre 2006       | Mt. Lemmon Survey |
| (309045) | 2006 UH247             | 27 octobre 2006       | Mt. Lemmon Survey |
| (309046) | 2006 UY253             | 27 octobre 2006       | Mt. Lemmon Survey |
| (309047) | 2006 UB254             | 27 octobre 2006       | Mt. Lemmon Survey |
| (309048) | 2006 UG256             | 27 octobre 2006       | Mt. Lemmon Survey |
| (309049) | 2006 UV256             | 28 octobre 2006       | Spacewatch        |
| (309050) | 2006 UB257             | 28 octobre 2006       | Spacewatch        |
| (309051) | 2006 UW259             | 28 octobre 2006       | Mt. Lemmon Survey |
| (309052) | 2006 UU267             | 27 octobre 2006       | CSS               |
| (309053) | 2006 UM272             | 27 octobre 2006       | Mt. Lemmon Survey |
| (309054) | 2006 UY273             | 27 octobre 2006       | Spacewatch        |
| (309055) | 2006 UX274             | 28 octobre 2006       | Spacewatch        |
| (309056) | 2006 US282             | 28 octobre 2006       | Spacewatch        |
| (309057) | 2006 UC284             | 28 octobre 2006       | Spacewatch        |
| (309058) | 2006 UM284             | 28 octobre 2006       | Spacewatch        |
| (309059) | 2006 UO284             | 28 octobre 2006       | Mt. Lemmon Survey |
| (309060) | 2006 UM286             | 28 octobre 2006       | Spacewatch        |
| (309061) | 2006 UH320             | 19 octobre 2006       | Buie, M. W.       |
| (309062) | 2006 UR324             | 19 octobre 2006       | Mt. Lemmon Survey |
| (309063) | 2006 UU331             | 21 octobre 2006       | Becker, A. C.     |
| (309064) | 2006 US335             | 19 octobre 2006       | CSS               |
| (309065) | 2006 UZ338             | 31 octobre 2006       | Mt. Lemmon Survey |
| (309066) | 2006 UZ358             | 20 octobre 2006       | Spacewatch        |
| (309067) | 2006 UB359             | 20 octobre 2006       | Spacewatch        |
| (309068) | 2006 US360             | 19 octobre 2006       | CSS               |
| (309069) | 2006 VX5               | 10 novembre 2006      | Spacewatch        |
| (309070) | 2006 VW6               | 10 novembre 2006      | Spacewatch        |
| (309071) | 2006 VM7               | 10 novembre 2006      | Spacewatch        |
| (309072) | 2006 VT10              | 11 novembre 2006      | CSS               |
| (309073) | 2006 VP22              | 10 novembre 2006      | Spacewatch        |
| (309074) | 2006 VH23              | 10 novembre 2006      | Spacewatch        |
| (309075) | 2006 VC24              | 10 novembre 2006      | Spacewatch        |
| (309076) | 2006 VA34              | 11 novembre 2006      | CSS               |
| (309077) | 2006 VB42              | 12 novembre 2006      | Mt. Lemmon Survey |
| (309078) | 2006 VC46              | 9 novembre 2006       | Spacewatch        |
| (309079) | 2006 VB52              | 11 novembre 2006      | Spacewatch        |
| (309080) | 2006 VD56              | 11 novembre 2006      | Spacewatch        |
| (309081) | 2006 VE57              | 11 novembre 2006      | Spacewatch        |
| (309082) | 2006 VL65              | 11 novembre 2006      | Spacewatch        |
| (309083) | 2006 VR65              | 11 novembre 2006      | Spacewatch        |
| (309084) | 2006 VD72              | 11 novembre 2006      | Mt. Lemmon Survey |
| (309085) | 2006 VU72              | 11 novembre 2006      | Mt. Lemmon Survey |
| (309086) | 2006 VF74              | 11 novembre 2006      | Spacewatch        |
| (309087) | 2006 VR75              | 11 novembre 2006      | Spacewatch        |
| (309088) | 2006 VB84              | 13 novembre 2006      | Mt. Lemmon Survey |
| (309089) | 2006 VQ92              | 15 novembre 2006      | CSS               |
| (309090) | 2006 VW95              | 14 novembre 2006      | LINEAR            |
| (309091) | 2006 VC106             | 13 novembre 2006      | Mt. Lemmon Survey |
| (309092) | 2006 VY122             | 14 novembre 2006      | LINEAR            |
| (309093) | 2006 VA124             | 14 novembre 2006      | Spacewatch        |
| (309094) | 2006 VW138             | 15 novembre 2006      | Spacewatch        |
| (309095) | 2006 VL139             | 15 novembre 2006      | Spacewatch        |
| (309096) | 2006 VT169             | 10 novembre 2006      | Spacewatch        |
| (309097) | 2006 VE170             | 11 novembre 2006      | Mt. Lemmon Survey |
| (309098) | 2006 VB172             | 1er novembre 2006     | Mt. Lemmon Survey |
| (309099) | 2006 WC                | 16 novembre 2006      | Yeung, W. K. Y.   |
| (309100) | 2006 WS11              | 16 novembre 2006      | LINEAR            |

### 309101-309200
| Nom      | Désignation provisoire | Date de la découverte | Découvreur             |
| -------- | ---------------------- | --------------------- | ---------------------- |
| (309101) | 2006 WW42              | 16 novembre 2006      | Spacewatch             |
| (309102) | 2006 WP56              | 16 novembre 2006      | Spacewatch             |
| (309103) | 2006 WR63              | 17 novembre 2006      | Mt. Lemmon Survey      |
| (309104) | 2006 WF71              | 18 novembre 2006      | Spacewatch             |
| (309105) | 2006 WK73              | 18 novembre 2006      | Spacewatch             |
| (309106) | 2006 WZ83              | 18 novembre 2006      | Mt. Lemmon Survey      |
| (309107) | 2006 WR85              | 18 novembre 2006      | Spacewatch             |
| (309108) | 2006 WZ88              | 18 novembre 2006      | Spacewatch             |
| (309109) | 2006 WM93              | 19 novembre 2006      | Spacewatch             |
| (309110) | 2006 WW104             | 19 novembre 2006      | Spacewatch             |
| (309111) | 2006 WR113             | 20 novembre 2006      | Spacewatch             |
| (309112) | 2006 WW118             | 21 novembre 2006      | CSS                    |
| (309113) | 2006 WP120             | 21 novembre 2006      | LINEAR                 |
| (309114) | 2006 WZ122             | 21 novembre 2006      | Mt. Lemmon Survey      |
| (309115) | 2006 WX127             | 24 novembre 2006      | Nyukasa                |
| (309116) | 2006 WT128             | 19 novembre 2006      | Spacewatch             |
| (309117) | 2006 WT138             | 19 novembre 2006      | CSS                    |
| (309118) | 2006 WQ149             | 20 novembre 2006      | Spacewatch             |
| (309119) | 2006 WN153             | 21 novembre 2006      | Mt. Lemmon Survey      |
| (309120) | 2006 WL174             | 23 novembre 2006      | Spacewatch             |
| (309121) | 2006 WW177             | 26 mars 2003          | Spacewatch             |
| (309122) | 2006 WQ178             | 24 novembre 2006      | Mt. Lemmon Survey      |
| (309123) | 2006 WH187             | 23 novembre 2006      | Mt. Lemmon Survey      |
| (309124) | 2006 WM203             | 16 novembre 2006      | Spacewatch             |
| (309125) | 2006 WY203             | 27 novembre 2006      | Mt. Lemmon Survey      |
| (309126) | 2006 XF7               | 9 décembre 2006       | Spacewatch             |
| (309127) | 2006 XR9               | 9 décembre 2006       | Spacewatch             |
| (309128) | 2006 XY18              | 11 décembre 2006      | Spacewatch             |
| (309129) | 2006 XM24              | 12 décembre 2006      | Spacewatch             |
| (309130) | 2006 XU25              | 12 décembre 2006      | CSS                    |
| (309131) | 2006 XG28              | 13 décembre 2006      | CSS                    |
| (309132) | 2006 XP31              | 12 décembre 2006      | Spacewatch             |
| (309133) | 2006 XU34              | 11 décembre 2006      | Spacewatch             |
| (309134) | 2006 XB35              | 11 décembre 2006      | LINEAR                 |
| (309135) | 2006 XT37              | 11 décembre 2006      | Spacewatch             |
| (309136) | 2006 XQ38              | 11 décembre 2006      | Spacewatch             |
| (309137) | 2006 XJ42              | 12 décembre 2006      | LINEAR                 |
| (309138) | 2006 XY42              | 12 décembre 2006      | Mt. Lemmon Survey      |
| (309139) | 2006 XQ51              | 14 décembre 2006      | Mt. Lemmon Survey      |
| (309140) | 2006 XY54              | 15 décembre 2006      | LINEAR                 |
| (309141) | 2006 XE59              | 14 décembre 2006      | Spacewatch             |
| (309142) | 2006 XF60              | 14 décembre 2006      | Spacewatch             |
| (309143) | 2006 XP66              | 13 décembre 2006      | Mt. Lemmon Survey      |
| (309144) | 2006 YH4               | 16 décembre 2006      | Mt. Lemmon Survey      |
| (309145) | 2006 YR6               | 19 décembre 2006      | Eskridge               |
| (309146) | 2006 YQ7               | 20 décembre 2006      | NEAT                   |
| (309147) | 2006 YD13              | 23 décembre 2006      | Eskridge               |
| (309148) | 2006 YY16              | 21 décembre 2006      | Mt. Lemmon Survey      |
| (309149) | 2006 YR27              | 21 décembre 2006      | Spacewatch             |
| (309150) | 2006 YM37              | 21 décembre 2006      | Spacewatch             |
| (309151) | 2006 YB38              | 21 décembre 2006      | Spacewatch             |
| (309152) | 2006 YW51              | 26 décembre 2006      | Spacewatch             |
| (309153) | 2006 YW55              | 26 décembre 2006      | CSS                    |
| (309154) | 2007 AF4               | 8 janvier 2007        | Mt. Lemmon Survey      |
| (309155) | 2007 AR4               | 8 janvier 2007        | Mt. Lemmon Survey      |
| (309156) | 2007 AS4               | 8 janvier 2007        | Mt. Lemmon Survey      |
| (309157) | 2007 AW7               | 9 janvier 2007        | CSS                    |
| (309158) | 2007 AV9               | 8 janvier 2007        | Spacewatch             |
| (309159) | 2007 AD17              | 15 janvier 2007       | CSS                    |
| (309160) | 2007 AQ18              | 10 janvier 2007       | CSS                    |
| (309161) | 2007 AW20              | 10 janvier 2007       | Mt. Lemmon Survey      |
| (309162) | 2007 AZ27              | 10 janvier 2007       | Mt. Lemmon Survey      |
| (309163) | 2007 AQ29              | 9 janvier 2007        | Spacewatch             |
| (309164) | 2007 BX4               | 17 janvier 2007       | NEAT                   |
| (309165) | 2007 BO7               | 17 janvier 2007       | CSS                    |
| (309166) | 2007 BA8               | 23 janvier 2007       | LINEAR                 |
| (309167) | 2007 BD18              | 17 janvier 2007       | NEAT                   |
| (309168) | 2007 BC21              | 22 janvier 2007       | Lin, H.-C., Ye, Q.-z.  |
| (309169) | 2007 BL21              | 24 janvier 2007       | Spacewatch             |
| (309170) | 2007 BT22              | 24 janvier 2007       | Mt. Lemmon Survey      |
| (309171) | 2007 BZ31              | 24 janvier 2007       | Mt. Lemmon Survey      |
| (309172) | 2007 BN49              | 23 octobre 2005       | CSS                    |
| (309173) | 2007 BQ60              | 26 janvier 2007       | Spacewatch             |
| (309174) | 2007 BS64              | 27 janvier 2007       | Spacewatch             |
| (309175) | 2007 BK68              | 27 janvier 2007       | Mt. Lemmon Survey      |
| (309176) | 2007 BF75              | 28 janvier 2007       | Mt. Lemmon Survey      |
| (309177) | 2007 CM3               | 6 février 2007        | Spacewatch             |
| (309178) | 2007 CV5               | 8 février 2007        | Lowe, A.               |
| (309179) | 2007 CZ6               | 6 février 2007        | Spacewatch             |
| (309180) | 2007 CU9               | 6 février 2007        | NEAT                   |
| (309181) | 2007 CF20              | 6 février 2007        | NEAT                   |
| (309182) | 2007 CL20              | 6 février 2007        | NEAT                   |
| (309183) | 2007 CE47              | 8 février 2007        | NEAT                   |
| (309184) | 2007 CG52              | 9 février 2007        | CSS                    |
| (309185) | 2007 CH60              | 10 février 2007       | NEAT                   |
| (309186) | 2007 CK62              | 13 février 2007       | LINEAR                 |
| (309187) | 2007 DJ13              | 16 février 2007       | NEAT                   |
| (309188) | 2007 DV60              | 23 février 2007       | Siding Spring Survey   |
| (309189) | 2007 DR64              | 21 février 2007       | Spacewatch             |
| (309190) | 2007 DZ79              | 23 février 2007       | CSS                    |
| (309191) | 2007 EZ30              | 10 mars 2007          | Spacewatch             |
| (309192) | 2007 EN47              | 9 mars 2007           | Mt. Lemmon Survey      |
| (309193) | 2007 ET66              | 10 mars 2007          | Spacewatch             |
| (309194) | 2007 EF74              | 10 mars 2007          | Spacewatch             |
| (309195) | 2007 ED94              | 10 mars 2007          | Mt. Lemmon Survey      |
| (309196) | 2007 EY129             | 9 mars 2007           | Mt. Lemmon Survey      |
| (309197) | 2007 ED151             | 12 mars 2007          | Mt. Lemmon Survey      |
| (309198) | 2007 ES196             | 15 mars 2007          | Spacewatch             |
| (309199) | 2007 EZ199             | 10 mars 2007          | PMO NEO Survey Program |
| (309200) | 2007 EY211             | 8 mars 2007           | NEAT                   |

### 309201-309300
| Nom                | Désignation provisoire | Date de la découverte | Découvreur                        |
| ------------------ | ---------------------- | --------------------- | --------------------------------- |
| (309201)           | 2007 EU215             | 12 mars 2007          | CSS                               |
| (309202)           | 2007 FB2               | 16 mars 2007          | CSS                               |
| (309203)           | 2007 GG                | 7 avril 2007          | Tholen, D. J.                     |
| (309204)           | 2007 GF25              | 12 avril 2007         | Crni Vrh                          |
| (309205)           | 2007 GV27              | 11 avril 2007         | CSS                               |
| (309206) Mažvydas  | 2007 GE32              | 14 avril 2007         | Moletai                           |
| (309207)           | 2007 GP71              | 15 avril 2007         | CSS                               |
| (309208)           | 2007 HZ14              | 22 avril 2007         | Rinner, C.                        |
| (309209)           | 2007 HN15              | 19 avril 2007         | Ferrando, R.                      |
| (309210)           | 2007 HS28              | 19 avril 2007         | Mt. Lemmon Survey                 |
| (309211)           | 2007 HJ81              | 25 avril 2007         | Mt. Lemmon Survey                 |
| (309212)           | 2007 JS9               | 10 mai 2007           | Lowe, A.                          |
| (309213)           | 2007 JQ22              | 11 mai 2007           | CSS                               |
| (309214)           | 2007 LL                | 8 juin 2007           | CSS                               |
| (309215)           | 2007 LN18              | 14 juin 2007          | CSS                               |
| (309216)           | 2007 MG24              | 21 juin 2007          | Mt. Lemmon Survey                 |
| (309217)           | 2007 NF6               | 10 juillet 2007       | Siding Spring Survey              |
| (309218)           | 2007 OE7               | 24 juillet 2007       | Broughton, J.                     |
| (309219)           | 2007 PV10              | 11 août 2007          | LINEAR                            |
| (309220)           | 2007 PV12              | 8 août 2007           | LINEAR                            |
| (309221)           | 2007 PO20              | 9 août 2007           | LINEAR                            |
| (309222)           | 2007 PU21              | 9 août 2007           | LINEAR                            |
| (309223)           | 2007 PX21              | 9 août 2007           | LINEAR                            |
| (309224)           | 2007 PD33              | 9 août 2007           | LINEAR                            |
| (309225)           | 2007 PC40              | 10 août 2007          | Spacewatch                        |
| (309226)           | 2007 PF44              | 14 août 2007          | Siding Spring Survey              |
| (309227) Tsukiko   | 2007 QC                | 16 août 2007          | Mazzucato, M., Dolfi, F.          |
| (309228)           | 2007 QM1               | 16 août 2007          | Crni Vrh                          |
| (309229)           | 2007 QO2               | 18 août 2007          | Gierlinger, R.                    |
| (309230)           | 2007 QY6               | 21 août 2007          | LONEOS                            |
| (309231)           | 2007 QT9               | 22 août 2007          | LINEAR                            |
| (309232)           | 2007 QV9               | 22 août 2007          | LINEAR                            |
| (309233)           | 2007 QE11              | 23 août 2007          | Spacewatch                        |
| (309234)           | 2007 QB16              | 23 août 2007          | Spacewatch                        |
| (309235)           | 2007 QB18              | 24 août 2007          | Spacewatch                        |
| (309236)           | 2007 RW                | 3 septembre 2007      | Hug, G.                           |
| (309237)           | 2007 RB2               | 4 septembre 2007      | Healy, D.                         |
| (309238)           | 2007 RV10              | 11 septembre 2007     | Birtwhistle, P.                   |
| (309239) 2007 RW10 | 2007 RW10              | 9 septembre 2007      | Palomar                           |
| (309240)           | 2007 RR11              | 10 septembre 2007     | Chante-Perdrix                    |
| (309241)           | 2007 RC17              | 13 septembre 2007     | CSS                               |
| (309242)           | 2007 RN24              | 4 septembre 2007      | Astronomical Research Observatory |
| (309243)           | 2007 RM28              | 4 septembre 2007      | CSS                               |
| (309244)           | 2007 RU28              | 4 septembre 2007      | Mt. Lemmon Survey                 |
| (309245)           | 2007 RJ29              | 4 septembre 2007      | CSS                               |
| (309246)           | 2007 RG32              | 5 septembre 2007      | CSS                               |
| (309247)           | 2007 RQ32              | 5 septembre 2007      | CSS                               |
| (309248)           | 2007 RL33              | 5 septembre 2007      | CSS                               |
| (309249)           | 2007 RP38              | 8 septembre 2007      | LONEOS                            |
| (309250)           | 2007 RZ38              | 8 septembre 2007      | LONEOS                            |
| (309251)           | 2007 RW39              | 9 septembre 2007      | Mt. Lemmon Survey                 |
| (309252)           | 2007 RT41              | 9 septembre 2007      | LONEOS                            |
| (309253)           | 2007 RC42              | 9 septembre 2007      | Spacewatch                        |
| (309254)           | 2007 RL44              | 9 septembre 2007      | Spacewatch                        |
| (309255)           | 2007 RD52              | 9 septembre 2007      | Spacewatch                        |
| (309256)           | 2007 RH53              | 9 septembre 2007      | Spacewatch                        |
| (309257)           | 2007 RC58              | 9 septembre 2007      | LONEOS                            |
| (309258)           | 2007 RX68              | 10 septembre 2007     | Spacewatch                        |
| (309259)           | 2007 RA69              | 10 septembre 2007     | Spacewatch                        |
| (309260)           | 2007 RE83              | 10 septembre 2007     | Mt. Lemmon Survey                 |
| (309261)           | 2007 RK93              | 10 septembre 2007     | Spacewatch                        |
| (309262)           | 2007 RZ93              | 10 septembre 2007     | Spacewatch                        |
| (309263)           | 2007 RZ94              | 10 septembre 2007     | Spacewatch                        |
| (309264)           | 2007 RA95              | 10 septembre 2007     | Spacewatch                        |
| (309265)           | 2007 RD98              | 10 septembre 2007     | Spacewatch                        |
| (309266)           | 2007 RT102             | 11 septembre 2007     | Spacewatch                        |
| (309267)           | 2007 RV102             | 11 septembre 2007     | Spacewatch                        |
| (309268)           | 2007 RX102             | 11 septembre 2007     | Spacewatch                        |
| (309269)           | 2007 RM109             | 11 septembre 2007     | Spacewatch                        |
| (309270)           | 2007 RW113             | 11 septembre 2007     | Spacewatch                        |
| (309271)           | 2007 RN116             | 11 septembre 2007     | Spacewatch                        |
| (309272)           | 2007 RW119             | 11 septembre 2007     | PMO NEO Survey Program            |
| (309273)           | 2007 RD128             | 12 septembre 2007     | Mt. Lemmon Survey                 |
| (309274)           | 2007 RB133             | 15 septembre 2007     | Schwab, E., Kling, R.             |
| (309275)           | 2007 RF134             | 12 septembre 2007     | CSS                               |
| (309276)           | 2007 RE136             | 14 septembre 2007     | Mt. Lemmon Survey                 |
| (309277)           | 2007 RX138             | 15 septembre 2007     | LUSS                              |
| (309278)           | 2007 RZ139             | 13 septembre 2007     | LINEAR                            |
| (309279)           | 2007 RQ141             | 13 septembre 2007     | LINEAR                            |
| (309280)           | 2007 RC144             | 14 septembre 2007     | LINEAR                            |
| (309281)           | 2007 RL149             | 12 septembre 2007     | CSS                               |
| (309282)           | 2007 RM157             | 11 septembre 2007     | PMO NEO Survey Program            |
| (309283)           | 2007 RE158             | 12 septembre 2007     | CSS                               |
| (309284)           | 2007 RG158             | 25 mars 2006          | Spacewatch                        |
| (309285)           | 2007 RO195             | 12 septembre 2007     | Spacewatch                        |
| (309286)           | 2007 RV202             | 13 septembre 2007     | Spacewatch                        |
| (309287)           | 2007 RF206             | 10 septembre 2007     | Spacewatch                        |
| (309288)           | 2007 RX208             | 10 septembre 2007     | Spacewatch                        |
| (309289)           | 2007 RP209             | 10 septembre 2007     | Spacewatch                        |
| (309290)           | 2007 RB219             | 14 septembre 2007     | Mt. Lemmon Survey                 |
| (309291)           | 2007 RP221             | 14 septembre 2007     | Mt. Lemmon Survey                 |
| (309292)           | 2007 RM222             | 14 septembre 2007     | Mt. Lemmon Survey                 |
| (309293)           | 2007 RF226             | 10 septembre 2007     | Mt. Lemmon Survey                 |
| (309294)           | 2007 RB227             | 10 septembre 2007     | Spacewatch                        |
| (309295) Hourenzhi | 2007 RX228             | 16 août 2007          | PMO NEO Survey Program            |
| (309296)           | 2007 RP232             | 11 septembre 2007     | PMO NEO Survey Program            |
| (309297)           | 2007 RU235             | 12 septembre 2007     | CSS                               |
| (309298)           | 2007 RJ239             | 14 septembre 2007     | CSS                               |
| (309299)           | 2007 RJ240             | 14 septembre 2007     | Mt. Lemmon Survey                 |
| (309300)           | 2007 RF242             | 15 septembre 2007     | LINEAR                            |

### 309301-309400
| Nom      | Désignation provisoire | Date de la découverte | Découvreur           |
| -------- | ---------------------- | --------------------- | -------------------- |
| (309301) | 2007 RO242             | 15 septembre 2007     | LINEAR               |
| (309302) | 2007 RL243             | 15 septembre 2007     | LINEAR               |
| (309303) | 2007 RV246             | 12 septembre 2007     | CSS                  |
| (309304) | 2007 RU254             | 14 septembre 2007     | Spacewatch           |
| (309305) | 2007 RN261             | 14 septembre 2007     | Spacewatch           |
| (309306) | 2007 RE269             | 15 septembre 2007     | Mt. Lemmon Survey    |
| (309307) | 2007 RG269             | 15 septembre 2007     | Spacewatch           |
| (309308) | 2007 RH284             | 10 septembre 2007     | Mt. Lemmon Survey    |
| (309309) | 2007 RQ284             | 12 septembre 2007     | CSS                  |
| (309310) | 2007 RJ286             | 3 septembre 2007      | CSS                  |
| (309311) | 2007 RZ286             | 5 septembre 2007      | CSS                  |
| (309312) | 2007 RA287             | 5 septembre 2007      | CSS                  |
| (309313) | 2007 RG290             | 9 septembre 2007      | Spacewatch           |
| (309314) | 2007 RB294             | 13 septembre 2007     | Spacewatch           |
| (309315) | 2007 RK310             | 5 septembre 2007      | CSS                  |
| (309316) | 2007 RD311             | 4 septembre 2007      | CSS                  |
| (309317) | 2007 RF311             | 5 septembre 2007      | Siding Spring Survey |
| (309318) | 2007 RR315             | 12 septembre 2007     | CSS                  |
| (309319) | 2007 SO                | 17 septembre 2007     | OAM                  |
| (309320) | 2007 SZ                | 17 septembre 2007     | OAM                  |
| (309321) | 2007 SC3               | 16 septembre 2007     | LINEAR               |
| (309322) | 2007 SQ4               | 20 septembre 2007     | Remanzacco           |
| (309323) | 2007 SZ4               | 18 septembre 2007     | LINEAR               |
| (309324) | 2007 SA5               | 18 septembre 2007     | LINEAR               |
| (309325) | 2007 SF6               | 21 septembre 2007     | Schiaparelli         |
| (309326) | 2007 SV6               | 18 septembre 2007     | LONEOS               |
| (309327) | 2007 SL8               | 18 septembre 2007     | Spacewatch           |
| (309328) | 2007 SB9               | 18 septembre 2007     | Spacewatch           |
| (309329) | 2007 SS10              | 20 septembre 2007     | CSS                  |
| (309330) | 2007 ST11              | 23 septembre 2007     | Farra d'Isonzo       |
| (309331) | 2007 SZ16              | 30 septembre 2007     | Spacewatch           |
| (309332) | 2007 SQ18              | 19 septembre 2007     | Spacewatch           |
| (309333) | 2007 SH23              | 25 septembre 2007     | Mt. Lemmon Survey    |
| (309334) | 2007 TJ2               | 4 octobre 2007        | Spacewatch           |
| (309335) | 2007 TJ5               | 5 octobre 2007        | Lacruz, J.           |
| (309336) | 2007 TO5               | 6 octobre 2007        | LINEAR               |
| (309337) | 2007 TR5               | 6 octobre 2007        | LINEAR               |
| (309338) | 2007 TT5               | 6 octobre 2007        | LINEAR               |
| (309339) | 2007 TA6               | 6 octobre 2007        | LINEAR               |
| (309340) | 2007 TR10              | 6 octobre 2007        | LINEAR               |
| (309341) | 2007 TS10              | 6 octobre 2007        | LINEAR               |
| (309342) | 2007 TM21              | 9 octobre 2007        | Chante-Perdrix       |
| (309343) | 2007 TO25              | 4 octobre 2007        | Spacewatch           |
| (309344) | 2007 TZ26              | 4 octobre 2007        | Spacewatch           |
| (309345) | 2007 TP31              | 5 octobre 2007        | Spacewatch           |
| (309346) | 2007 TR44              | 7 octobre 2007        | Mt. Lemmon Survey    |
| (309347) | 2007 TU44              | 7 octobre 2007        | CSS                  |
| (309348) | 2007 TH49              | 29 septembre 2003     | Spacewatch           |
| (309349) | 2007 TP51              | 4 octobre 2007        | Spacewatch           |
| (309350) | 2007 TA52              | 4 octobre 2007        | Spacewatch           |
| (309351) | 2007 TH53              | 4 octobre 2007        | Spacewatch           |
| (309352) | 2007 TN53              | 4 octobre 2007        | Spacewatch           |
| (309353) | 2007 TH56              | 4 octobre 2007        | Spacewatch           |
| (309354) | 2007 TD60              | 5 octobre 2007        | Spacewatch           |
| (309355) | 2007 TZ66              | 12 octobre 2007       | Chante-Perdrix       |
| (309356) | 2007 TO67              | 7 octobre 2007        | CSS                  |
| (309357) | 2007 TJ69              | 14 octobre 2007       | Ries, W.             |
| (309358) | 2007 TZ69              | 10 octobre 2007       | Tucker, R. A.        |
| (309359) | 2007 TG72              | 14 octobre 2007       | Klet                 |
| (309360) | 2007 TL74              | 13 octobre 2007       | Tucker, R. A.        |
| (309361) | 2007 TR75              | 4 octobre 2007        | CSS                  |
| (309362) | 2007 TL89              | 8 octobre 2007        | Mt. Lemmon Survey    |
| (309363) | 2007 TQ89              | 8 octobre 2007        | Mt. Lemmon Survey    |
| (309364) | 2007 TC95              | 7 octobre 2007        | CSS                  |
| (309365) | 2007 TO97              | 8 octobre 2007        | LONEOS               |
| (309366) | 2007 TF98              | 8 octobre 2007        | Mt. Lemmon Survey    |
| (309367) | 2007 TX102             | 8 octobre 2007        | Mt. Lemmon Survey    |
| (309368) | 2007 TG104             | 8 octobre 2007        | Mt. Lemmon Survey    |
| (309369) | 2007 TK104             | 8 octobre 2007        | Mt. Lemmon Survey    |
| (309370) | 2007 TN108             | 7 octobre 2007        | CSS                  |
| (309371) | 2007 TZ112             | 8 octobre 2007        | CSS                  |
| (309372) | 2007 TK113             | 8 octobre 2007        | LONEOS               |
| (309373) | 2007 TW113             | 8 octobre 2007        | LONEOS               |
| (309374) | 2007 TL114             | 8 octobre 2007        | CSS                  |
| (309375) | 2007 TO114             | 8 octobre 2007        | CSS                  |
| (309376) | 2007 TK126             | 6 octobre 2007        | Spacewatch           |
| (309377) | 2007 TT126             | 6 octobre 2007        | Spacewatch           |
| (309378) | 2007 TG131             | 7 octobre 2007        | Mt. Lemmon Survey    |
| (309379) | 2007 TK131             | 7 octobre 2007        | Mt. Lemmon Survey    |
| (309380) | 2007 TG132             | 7 octobre 2007        | Mt. Lemmon Survey    |
| (309381) | 2007 TJ134             | 7 octobre 2007        | Mt. Lemmon Survey    |
| (309382) | 2007 TE138             | 8 octobre 2007        | Mt. Lemmon Survey    |
| (309383) | 2007 TD147             | 7 octobre 2007        | LINEAR               |
| (309384) | 2007 TF148             | 7 octobre 2007        | LINEAR               |
| (309385) | 2007 TU148             | 8 octobre 2007        | LINEAR               |
| (309386) | 2007 TC150             | 9 octobre 2007        | LINEAR               |
| (309387) | 2007 TH150             | 9 octobre 2007        | LINEAR               |
| (309388) | 2007 TK152             | 9 octobre 2007        | LINEAR               |
| (309389) | 2007 TE170             | 12 octobre 2007       | LINEAR               |
| (309390) | 2007 TL170             | 12 octobre 2007       | LINEAR               |
| (309391) | 2007 TO185             | 13 octobre 2007       | LINEAR               |
| (309392) | 2007 TB186             | 13 octobre 2007       | LINEAR               |
| (309393) | 2007 TG186             | 13 octobre 2007       | LINEAR               |
| (309394) | 2007 TB194             | 7 octobre 2007        | CSS                  |
| (309395) | 2007 TK201             | 8 octobre 2007        | Spacewatch           |
| (309396) | 2007 TR202             | 8 octobre 2007        | Mt. Lemmon Survey    |
| (309397) | 2007 TA218             | 7 octobre 2007        | Spacewatch           |
| (309398) | 2007 TK218             | 7 octobre 2007        | Spacewatch           |
| (309399) | 2007 TZ221             | 9 octobre 2007        | Spacewatch           |
| (309400) | 2007 TR230             | 8 octobre 2007        | Spacewatch           |

### 309401-309500
| Nom      | Désignation provisoire | Date de la découverte | Découvreur             |
| -------- | ---------------------- | --------------------- | ---------------------- |
| (309401) | 2007 TW237             | 10 octobre 2007       | Spacewatch             |
| (309402) | 2007 TG240             | 14 octobre 2007       | LINEAR                 |
| (309403) | 2007 TF253             | 8 octobre 2007        | Mt. Lemmon Survey      |
| (309404) | 2007 TG258             | 10 octobre 2007       | Mt. Lemmon Survey      |
| (309405) | 2007 TG262             | 10 octobre 2007       | Spacewatch             |
| (309406) | 2007 TG275             | 11 octobre 2007       | CSS                    |
| (309407) | 2007 TC280             | 10 octobre 2007       | Mt. Lemmon Survey      |
| (309408) | 2007 TN280             | 7 octobre 2007        | CSS                    |
| (309409) | 2007 TG289             | 11 octobre 2007       | CSS                    |
| (309410) | 2007 TH292             | 13 octobre 2007       | CSS                    |
| (309411) | 2007 TB303             | 12 octobre 2007       | Spacewatch             |
| (309412) | 2007 TV317             | 12 octobre 2007       | Spacewatch             |
| (309413) | 2007 TN322             | 11 octobre 2007       | Spacewatch             |
| (309414) | 2007 TQ332             | 11 octobre 2007       | Spacewatch             |
| (309415) | 2007 TE338             | 13 octobre 2007       | CSS                    |
| (309416) | 2007 TX356             | 12 octobre 2007       | Spacewatch             |
| (309417) | 2007 TD359             | 14 octobre 2007       | Mt. Lemmon Survey      |
| (309418) | 2007 TC364             | 14 octobre 2007       | Mt. Lemmon Survey      |
| (309419) | 2007 TM365             | 9 octobre 2007        | Mt. Lemmon Survey      |
| (309420) | 2007 TD366             | 9 octobre 2007        | CSS                    |
| (309421) | 2007 TJ367             | 10 octobre 2007       | CSS                    |
| (309422) | 2007 TQ382             | 14 octobre 2007       | Spacewatch             |
| (309423) | 2007 TS382             | 14 octobre 2007       | Spacewatch             |
| (309424) | 2007 TW385             | 15 octobre 2007       | CSS                    |
| (309425) | 2007 TH394             | 15 octobre 2007       | Spacewatch             |
| (309426) | 2007 TX412             | 25 mai 2006           | Wiegert, P. A.         |
| (309427) | 2007 TL419             | 13 octobre 2007       | Mt. Lemmon Survey      |
| (309428) | 2007 TQ422             | 9 octobre 2007        | Mt. Lemmon Survey      |
| (309429) | 2007 TJ426             | 9 octobre 2007        | CSS                    |
| (309430) | 2007 TA446             | 8 octobre 2007        | Mt. Lemmon Survey      |
| (309431) | 2007 TP446             | 9 octobre 2007        | Spacewatch             |
| (309432) | 2007 TR448             | 9 octobre 2007        | LINEAR                 |
| (309433) | 2007 UU5               | 19 octobre 2007       | Yeung, W. K. Y.        |
| (309434) | 2007 UP14              | 17 octobre 2007       | LONEOS                 |
| (309435) | 2007 UC20              | 18 octobre 2007       | Mt. Lemmon Survey      |
| (309436) | 2007 UV20              | 19 octobre 2007       | Mt. Lemmon Survey      |
| (309437) | 2007 UR24              | 16 octobre 2007       | Spacewatch             |
| (309438) | 2007 UK25              | 16 octobre 2007       | Spacewatch             |
| (309439) | 2007 UA31              | 19 octobre 2007       | CSS                    |
| (309440) | 2007 UR38              | 20 octobre 2007       | CSS                    |
| (309441) | 2007 US48              | 20 octobre 2007       | Mt. Lemmon Survey      |
| (309442) | 2007 UT52              | 24 octobre 2007       | Mt. Lemmon Survey      |
| (309443) | 2007 UT54              | 30 octobre 2007       | Spacewatch             |
| (309444) | 2007 UK57              | 30 octobre 2007       | Mt. Lemmon Survey      |
| (309445) | 2007 UF60              | 30 octobre 2007       | Mt. Lemmon Survey      |
| (309446) | 2007 UK71              | 30 octobre 2007       | Mt. Lemmon Survey      |
| (309447) | 2007 UU75              | 31 octobre 2007       | Mt. Lemmon Survey      |
| (309448) | 2007 UA90              | 30 octobre 2007       | Mt. Lemmon Survey      |
| (309449) | 2007 UC97              | 30 octobre 2007       | Spacewatch             |
| (309450) | 2007 UC99              | 30 octobre 2007       | Spacewatch             |
| (309451) | 2007 UX99              | 30 octobre 2007       | Spacewatch             |
| (309452) | 2007 UM104             | 30 octobre 2007       | Spacewatch             |
| (309453) | 2007 UX104             | 30 octobre 2007       | Spacewatch             |
| (309454) | 2007 UM115             | 31 octobre 2007       | Spacewatch             |
| (309455) | 2007 UE132             | 19 octobre 2007       | LONEOS                 |
| (309456) | 2007 UC133             | 21 octobre 2007       | Mt. Lemmon Survey      |
| (309457) | 2007 UD137             | 16 octobre 2007       | Mt. Lemmon Survey      |
| (309458) | 2007 UF137             | 18 octobre 2007       | LINEAR                 |
| (309459) | 2007 UG142             | 21 octobre 2007       | Mt. Lemmon Survey      |
| (309460) | 2007 VC                | 1er novembre 2007     | Yeung, W. K. Y.        |
| (309461) | 2007 VA7               | 1er novembre 2007     | Spacewatch             |
| (309462) | 2007 VZ7               | 4 novembre 2007       | Mt. Lemmon Survey      |
| (309463) | 2007 VK10              | 3 novembre 2007       | Needville              |
| (309464) | 2007 VY18              | 1er novembre 2007     | Mt. Lemmon Survey      |
| (309465) | 2007 VC28              | 2 novembre 2007       | Spacewatch             |
| (309466) | 2007 VO42              | 3 novembre 2007       | Mt. Lemmon Survey      |
| (309467) | 2007 VA53              | 1er novembre 2007     | Spacewatch             |
| (309468) | 2007 VB65              | 1er novembre 2007     | Spacewatch             |
| (309469) | 2007 VJ65              | 1er novembre 2007     | Spacewatch             |
| (309470) | 2007 VY73              | 3 novembre 2007       | Spacewatch             |
| (309471) | 2007 VL76              | 3 novembre 2007       | Spacewatch             |
| (309472) | 2007 VE91              | 7 novembre 2007       | Molnar, L. A.          |
| (309473) | 2007 VD96              | 9 novembre 2007       | Molnar, L. A.          |
| (309474) | 2007 VO102             | 2 novembre 2007       | PMO NEO Survey Program |
| (309475) | 2007 VQ105             | 3 novembre 2007       | Spacewatch             |
| (309476) | 2007 VU109             | 3 novembre 2007       | Spacewatch             |
| (309477) | 2007 VU112             | 3 novembre 2007       | Spacewatch             |
| (309478) | 2007 VD113             | 3 novembre 2007       | Spacewatch             |
| (309479) | 2007 VR116             | 3 novembre 2007       | Spacewatch             |
| (309480) | 2007 VP118             | 4 novembre 2007       | Mt. Lemmon Survey      |
| (309481) | 2007 VC144             | 4 novembre 2007       | Spacewatch             |
| (309482) | 2007 VE148             | 4 novembre 2007       | Spacewatch             |
| (309483) | 2007 VK152             | 2 novembre 2007       | Spacewatch             |
| (309484) | 2007 VF164             | 5 novembre 2007       | Spacewatch             |
| (309485) | 2007 VG198             | 8 novembre 2007       | Mt. Lemmon Survey      |
| (309486) | 2007 VP202             | 7 novembre 2007       | Mt. Lemmon Survey      |
| (309487) | 2007 VP207             | 11 novembre 2007      | Mt. Lemmon Survey      |
| (309488) | 2007 VP208             | 11 novembre 2007      | CSS                    |
| (309489) | 2007 VL237             | 11 novembre 2007      | Mt. Lemmon Survey      |
| (309490) | 2007 VE239             | 13 novembre 2007      | Spacewatch             |
| (309491) | 2007 VR250             | 8 novembre 2007       | CSS                    |
| (309492) | 2007 VS266             | 15 novembre 2007      | LONEOS                 |
| (309493) | 2007 VT269             | 15 novembre 2007      | LINEAR                 |
| (309494) | 2007 VR274             | 13 novembre 2007      | CSS                    |
| (309495) | 2007 VR290             | 14 novembre 2007      | Spacewatch             |
| (309496) | 2007 VU294             | 14 novembre 2007      | Mt. Lemmon Survey      |
| (309497) | 2007 VV299             | 12 novembre 2007      | CSS                    |
| (309498) | 2007 VC306             | 8 novembre 2007       | Mt. Lemmon Survey      |
| (309499) | 2007 VG307             | 2 novembre 2007       | Spacewatch             |
| (309500) | 2007 VP308             | 6 novembre 2007       | Mt. Lemmon Survey      |

### 309501-309600
| Nom      | Désignation provisoire | Date de la découverte | Découvreur        |
| -------- | ---------------------- | --------------------- | ----------------- |
| (309501) | 2007 VN310             | 8 novembre 2007       | Spacewatch        |
| (309502) | 2007 VG312             | 11 novembre 2007      | Mt. Lemmon Survey |
| (309503) | 2007 VP319             | 8 novembre 2007       | Spacewatch        |
| (309504) | 2007 VD323             | 2 novembre 2007       | CSS               |
| (309505) | 2007 VU328             | 9 novembre 2007       | Spacewatch        |
| (309506) | 2007 VK330             | 3 novembre 2007       | Mt. Lemmon Survey |
| (309507) | 2007 VG331             | 5 novembre 2007       | Spacewatch        |
| (309508) | 2007 VR334             | 14 novembre 2007      | Spacewatch        |
| (309509) | 2007 WM7               | 18 novembre 2007      | LINEAR            |
| (309510) | 2007 WU18              | 18 novembre 2007      | Mt. Lemmon Survey |
| (309511) | 2007 WK20              | 18 novembre 2007      | Mt. Lemmon Survey |
| (309512) | 2007 WR20              | 18 novembre 2007      | Mt. Lemmon Survey |
| (309513) | 2007 WU27              | 18 novembre 2007      | Mt. Lemmon Survey |
| (309514) | 2007 WD59              | 18 novembre 2007      | Spacewatch        |
| (309515) | 2007 XR1               | 3 décembre 2007       | CSS               |
| (309516) | 2007 XZ2               | 3 décembre 2007       | Spacewatch        |
| (309517) | 2007 XA3               | 2 décembre 2007       | LUSS              |
| (309518) | 2007 XK4               | 3 décembre 2007       | CSS               |
| (309519) | 2007 XZ5               | 4 décembre 2007       | CSS               |
| (309520) | 2007 XN8               | 22 août 2006          | NEAT              |
| (309521) | 2007 XE17              | 8 mars 2005           | Mt. Lemmon Survey |
| (309522) | 2007 XX17              | 11 décembre 2007      | OAM               |
| (309523) | 2007 XB21              | 13 décembre 2007      | Chante-Perdrix    |
| (309524) | 2007 XG24              | 15 décembre 2007      | Young, J. W.      |
| (309525) | 2007 XA26              | 15 décembre 2007      | CSS               |
| (309526) | 2007 XJ28              | 2 avril 2005          | Mt. Lemmon Survey |
| (309527) | 2007 XJ32              | 15 décembre 2007      | CSS               |
| (309528) | 2007 XA40              | 13 décembre 2007      | LINEAR            |
| (309529) | 2007 XR40              | 13 décembre 2007      | LINEAR            |
| (309530) | 2007 XN41              | 15 décembre 2007      | LINEAR            |
| (309531) | 2007 XO41              | 15 décembre 2007      | LINEAR            |
| (309532) | 2007 XO46              | 15 décembre 2007      | CSS               |
| (309533) | 2007 YC8               | 16 décembre 2007      | Spacewatch        |
| (309534) | 2007 YK8               | 16 décembre 2007      | Mt. Lemmon Survey |
| (309535) | 2007 YW12              | 17 décembre 2007      | Mt. Lemmon Survey |
| (309536) | 2007 YJ16              | 16 décembre 2007      | Spacewatch        |
| (309537) | 2007 YT20              | 16 décembre 2007      | Spacewatch        |
| (309538) | 2007 YU20              | 18 septembre 2006     | CSS               |
| (309539) | 2007 YJ23              | 17 décembre 2007      | Spacewatch        |
| (309540) | 2007 YK23              | 17 décembre 2007      | Spacewatch        |
| (309541) | 2007 YA28              | 18 décembre 2007      | Spacewatch        |
| (309542) | 2007 YL31              | 28 décembre 2007      | Spacewatch        |
| (309543) | 2007 YG34              | 28 décembre 2007      | Spacewatch        |
| (309544) | 2007 YE36              | 30 décembre 2007      | Mt. Lemmon Survey |
| (309545) | 2007 YV36              | 17 décembre 2007      | Spacewatch        |
| (309546) | 2007 YR37              | 30 décembre 2007      | Mt. Lemmon Survey |
| (309547) | 2007 YL41              | 30 décembre 2007      | Spacewatch        |
| (309548) | 2007 YZ42              | 30 décembre 2007      | CSS               |
| (309549) | 2007 YS46              | 30 décembre 2007      | Mt. Lemmon Survey |
| (309550) | 2007 YB47              | 30 décembre 2007      | Mt. Lemmon Survey |
| (309551) | 2007 YR48              | 28 décembre 2007      | Spacewatch        |
| (309552) | 2007 YA55              | 31 décembre 2007      | Spacewatch        |
| (309553) | 2007 YH55              | 31 décembre 2007      | Mt. Lemmon Survey |
| (309554) | 2007 YP55              | 31 décembre 2007      | Mt. Lemmon Survey |
| (309555) | 2007 YM58              | 30 décembre 2007      | Spacewatch        |
| (309556) | 2007 YZ59              | 29 décembre 2007      | Lowe, A.          |
| (309557) | 2007 YB61              | 31 décembre 2007      | CSS               |
| (309558) | 2007 YN71              | 17 décembre 2007      | Spacewatch        |
| (309559) | 2007 YM74              | 17 décembre 2007      | Mt. Lemmon Survey |
| (309560) | 2008 AQ                | 1er janvier 2008      | Spacewatch        |
| (309561) | 2008 AW1               | 8 janvier 2008        | Kugel, F.         |
| (309562) | 2008 AM4               | 9 janvier 2008        | LUSS              |
| (309563) | 2008 AX11              | 10 janvier 2008       | Mt. Lemmon Survey |
| (309564) | 2008 AL16              | 10 janvier 2008       | Mt. Lemmon Survey |
| (309565) | 2008 AZ25              | 10 janvier 2008       | Mt. Lemmon Survey |
| (309566) | 2008 AV32              | 14 janvier 2008       | OAM               |
| (309567) | 2008 AH36              | 10 janvier 2008       | Spacewatch        |
| (309568) | 2008 AX39              | 10 janvier 2008       | Mt. Lemmon Survey |
| (309569) | 2008 AG41              | 10 janvier 2008       | Mt. Lemmon Survey |
| (309570) | 2008 AE44              | 10 janvier 2008       | Mt. Lemmon Survey |
| (309571) | 2008 AU53              | 11 janvier 2008       | Spacewatch        |
| (309572) | 2008 AC57              | 11 janvier 2008       | Spacewatch        |
| (309573) | 2008 AM58              | 11 janvier 2008       | Spacewatch        |
| (309574) | 2008 AO61              | 11 janvier 2008       | Spacewatch        |
| (309575) | 2008 AY68              | 11 janvier 2008       | Spacewatch        |
| (309576) | 2008 AC78              | 12 janvier 2008       | Spacewatch        |
| (309577) | 2008 AV81              | 13 janvier 2008       | Mt. Lemmon Survey |
| (309578) | 2008 AQ83              | 15 janvier 2008       | Mt. Lemmon Survey |
| (309579) | 2008 AC88              | 13 janvier 2008       | Spacewatch        |
| (309580) | 2008 AS93              | 14 janvier 2008       | Spacewatch        |
| (309581) | 2008 AG95              | 30 décembre 2007      | Spacewatch        |
| (309582) | 2008 AZ98              | 19 avril 2004         | Spacewatch        |
| (309583) | 2008 AM101             | 15 janvier 2008       | LONEOS            |
| (309584) | 2008 AR103             | 15 janvier 2008       | Mt. Lemmon Survey |
| (309585) | 2008 AQ105             | 15 janvier 2008       | Mt. Lemmon Survey |
| (309586) | 2008 AW110             | 15 janvier 2008       | Spacewatch        |
| (309587) | 2008 AJ112             | 14 janvier 2008       | BATTeRS           |
| (309588) | 2008 AR114             | 11 janvier 2008       | Spacewatch        |
| (309589) | 2008 AH118             | 14 janvier 2008       | Spacewatch        |
| (309590) | 2008 AT129             | 10 janvier 2008       | Spacewatch        |
| (309591) | 2008 AO135             | 11 janvier 2008       | CSS               |
| (309592) | 2008 AX135             | 11 janvier 2008       | CSS               |
| (309593) | 2008 AF136             | 12 janvier 2008       | CSS               |
| (309594) | 2008 AE137             | 15 janvier 2008       | Mt. Lemmon Survey |
| (309595) | 2008 BY4               | 16 janvier 2008       | Spacewatch        |
| (309596) | 2008 BD6               | 16 janvier 2008       | Spacewatch        |
| (309597) | 2008 BK11              | 18 janvier 2008       | Spacewatch        |
| (309598) | 2008 BM17              | 30 janvier 2008       | CSS               |
| (309599) | 2008 BH19              | 30 janvier 2008       | Spacewatch        |
| (309600) | 2008 BD20              | 30 janvier 2008       | CSS               |

### 309601-309700
| Nom      | Désignation provisoire | Date de la découverte | Découvreur             |
| -------- | ---------------------- | --------------------- | ---------------------- |
| (309601) | 2008 BN24              | 31 janvier 2008       | CSS                    |
| (309602) | 2008 BR25              | 30 janvier 2008       | CSS                    |
| (309603) | 2008 BK26              | 30 janvier 2008       | Spacewatch             |
| (309604) | 2008 BQ28              | 30 janvier 2008       | Mt. Lemmon Survey      |
| (309605) | 2008 BY29              | 30 janvier 2008       | CSS                    |
| (309606) | 2008 BJ32              | 30 janvier 2008       | Mt. Lemmon Survey      |
| (309607) | 2008 BV34              | 30 janvier 2008       | Mt. Lemmon Survey      |
| (309608) | 2008 BG37              | 31 janvier 2008       | Mt. Lemmon Survey      |
| (309609) | 2008 BZ39              | 30 janvier 2008       | CSS                    |
| (309610) | 2008 BH42              | 31 janvier 2008       | CSS                    |
| (309611) | 2008 BK44              | 10 mars 2003          | NEAT                   |
| (309612) | 2008 BV45              | 31 janvier 2008       | CSS                    |
| (309613) | 2008 BT46              | 30 janvier 2008       | Mt. Lemmon Survey      |
| (309614) | 2008 CV6               | 1er février 2008      | Mt. Lemmon Survey      |
| (309615) | 2008 CV9               | 2 février 2008        | Mt. Lemmon Survey      |
| (309616) | 2008 CE23              | 1er février 2008      | Spacewatch             |
| (309617) | 2008 CH23              | 1er février 2008      | Spacewatch             |
| (309618) | 2008 CK25              | 1er février 2008      | Spacewatch             |
| (309619) | 2008 CM25              | 1er février 2008      | CSS                    |
| (309620) | 2008 CQ50              | 6 février 2008        | CSS                    |
| (309621) | 2008 CJ56              | 7 février 2008        | Mt. Lemmon Survey      |
| (309622) | 2008 CJ68              | 5 février 2008        | OAM                    |
| (309623) | 2008 CM71              | 6 février 2008        | CSS                    |
| (309624) | 2008 CN79              | 7 février 2008        | Spacewatch             |
| (309625) | 2008 CA85              | 7 février 2008        | Spacewatch             |
| (309626) | 2008 CV88              | 7 février 2008        | Mt. Lemmon Survey      |
| (309627) | 2008 CD98              | 9 février 2008        | Spacewatch             |
| (309628) | 2008 CB99              | 9 février 2008        | Spacewatch             |
| (309629) | 2008 CN100             | 9 février 2008        | Spacewatch             |
| (309630) | 2008 CP121             | 7 février 2008        | Spacewatch             |
| (309631) | 2008 CO128             | 8 février 2008        | Spacewatch             |
| (309632) | 2008 CO134             | 8 février 2008        | Mt. Lemmon Survey      |
| (309633) | 2008 CH152             | 9 février 2008        | Spacewatch             |
| (309634) | 2008 CY156             | 9 février 2008        | Spacewatch             |
| (309635) | 2008 CD165             | 10 février 2008       | Mt. Lemmon Survey      |
| (309636) | 2008 CO165             | 10 février 2008       | Spacewatch             |
| (309637) | 2008 CD177             | 11 février 2008       | LINEAR                 |
| (309638) | 2008 CL178             | 6 février 2008        | CSS                    |
| (309639) | 2008 CE180             | 9 février 2008        | CSS                    |
| (309640) | 2008 CL182             | 11 février 2008       | Mt. Lemmon Survey      |
| (309641) | 2008 CC192             | 2 février 2008        | Spacewatch             |
| (309642) | 2008 CR195             | 2 février 2008        | Spacewatch             |
| (309643) | 2008 CS195             | 2 février 2008        | Spacewatch             |
| (309644) | 2008 CN199             | 13 février 2008       | Mt. Lemmon Survey      |
| (309645) | 2008 CA202             | 1er février 2008      | Spacewatch             |
| (309646) | 2008 CA212             | 7 février 2008        | LINEAR                 |
| (309647) | 2008 CZ213             | 10 février 2008       | Mt. Lemmon Survey      |
| (309648) | 2008 DR7               | 24 février 2008       | Mt. Lemmon Survey      |
| (309649) | 2008 DJ9               | 25 février 2008       | Spacewatch             |
| (309650) | 2008 DF20              | 28 février 2008       | Mt. Lemmon Survey      |
| (309651) | 2008 DC21              | 28 février 2008       | Spacewatch             |
| (309652) | 2008 DP23              | 24 février 2008       | Spacewatch             |
| (309653) | 2008 DS29              | 26 février 2008       | Mt. Lemmon Survey      |
| (309654) | 2008 DP55              | 26 février 2008       | Mt. Lemmon Survey      |
| (309655) | 2008 DT58              | 27 février 2008       | Spacewatch             |
| (309656) | 2008 DH61              | 28 février 2008       | Mt. Lemmon Survey      |
| (309657) | 2008 DO66              | 29 février 2008       | Spacewatch             |
| (309658) | 2008 DM67              | 29 février 2008       | Spacewatch             |
| (309659) | 2008 DV80              | 24 février 2008       | Spacewatch             |
| (309660) | 2008 DL85              | 28 février 2008       | Spacewatch             |
| (309661) | 2008 DR85              | 28 février 2008       | Spacewatch             |
| (309662) | 2008 EE                | 1er mars 2008         | LINEAR                 |
| (309663) | 2008 EO14              | 1er mars 2008         | Spacewatch             |
| (309664) | 2008 EE23              | 3 mars 2008           | CSS                    |
| (309665) | 2008 EP23              | 3 mars 2008           | CSS                    |
| (309666) | 2008 EK38              | 4 mars 2008           | Spacewatch             |
| (309667) | 2008 EA39              | 4 mars 2008           | Spacewatch             |
| (309668) | 2008 ET40              | 4 mars 2008           | Spacewatch             |
| (309669) | 2008 EE41              | 4 mars 2008           | Spacewatch             |
| (309670) | 2008 EP41              | 4 mars 2008           | Mt. Lemmon Survey      |
| (309671) | 2008 EN49              | 6 mars 2008           | Spacewatch             |
| (309672) | 2008 EA53              | 6 mars 2008           | Mt. Lemmon Survey      |
| (309673) | 2008 EE86              | 7 mars 2008           | CSS                    |
| (309674) | 2008 EN88              | 11 mars 2008          | CSS                    |
| (309675) | 2008 EV90              | 3 mars 2008           | PMO NEO Survey Program |
| (309676) | 2008 ET95              | 6 mars 2008           | Mt. Lemmon Survey      |
| (309677) | 2008 EO99              | 5 mars 2008           | CSS                    |
| (309678) | 2008 ER103             | 5 mars 2008           | Mt. Lemmon Survey      |
| (309679) | 2008 EG108             | 7 mars 2008           | Mt. Lemmon Survey      |
| (309680) | 2008 EU108             | 7 mars 2008           | Mt. Lemmon Survey      |
| (309681) | 2008 ES111             | 8 mars 2008           | Spacewatch             |
| (309682) | 2008 ES137             | 11 mars 2008          | Spacewatch             |
| (309683) | 2008 ET147             | 1er mars 2008         | Spacewatch             |
| (309684) | 2008 ET148             | 2 mars 2008           | Spacewatch             |
| (309685) | 2008 EK153             | 11 mars 2008          | Mt. Lemmon Survey      |
| (309686) | 2008 EF167             | 8 mars 2008           | Mt. Lemmon Survey      |
| (309687) | 2008 EZ168             | 13 mars 2008          | LINEAR                 |
| (309688) | 2008 FD3               | 25 mars 2008          | Spacewatch             |
| (309689) | 2008 FB4               | 25 mars 2008          | Spacewatch             |
| (309690) | 2008 FT13              | 26 mars 2008          | Mt. Lemmon Survey      |
| (309691) | 2008 FO15              | 26 mars 2008          | Spacewatch             |
| (309692) | 2008 FE19              | 27 mars 2008          | Mt. Lemmon Survey      |
| (309693) | 2008 FU35              | 28 mars 2008          | Mt. Lemmon Survey      |
| (309694) | 2008 FJ45              | 28 mars 2008          | Mt. Lemmon Survey      |
| (309695) | 2008 FZ51              | 28 mars 2008          | Mt. Lemmon Survey      |
| (309696) | 2008 FA65              | 28 mars 2008          | Spacewatch             |
| (309697) | 2008 FM79              | 27 mars 2008          | Mt. Lemmon Survey      |
| (309698) | 2008 FS87              | 28 mars 2008          | Mt. Lemmon Survey      |
| (309699) | 2008 FG91              | 29 mars 2008          | Mt. Lemmon Survey      |
| (309700) | 2008 FP98              | 30 mars 2008          | CSS                    |

### 309701-309800
| Nom                 | Désignation provisoire | Date de la découverte | Découvreur                        |
| ------------------- | ---------------------- | --------------------- | --------------------------------- |
| (309701)            | 2008 FX99              | 30 mars 2008          | Spacewatch                        |
| (309702)            | 2008 FN115             | 31 mars 2008          | Mt. Lemmon Survey                 |
| (309703)            | 2008 FM118             | 31 mars 2008          | Mt. Lemmon Survey                 |
| (309704) Baruffetti | 2008 FD131             | 29 mars 2008          | San Marcello                      |
| (309705)            | 2008 FR137             | 31 mars 2008          | Mt. Lemmon Survey                 |
| (309706) Ávila      | 2008 GP                | 3 avril 2008          | La Canada                         |
| (309707)            | 2008 GC1               | 1er avril 2008        | Mt. Lemmon Survey                 |
| (309708)            | 2008 GP2               | 5 avril 2008          | Mt. Lemmon Survey                 |
| (309709)            | 2008 GE3               | 7 avril 2008          | Birtwhistle, P.                   |
| (309710)            | 2008 GQ12              | 3 avril 2008          | Mt. Lemmon Survey                 |
| (309711)            | 2008 GV29              | 3 avril 2008          | Mt. Lemmon Survey                 |
| (309712)            | 2008 GL61              | 5 avril 2008          | Mt. Lemmon Survey                 |
| (309713)            | 2008 GY64              | 6 avril 2008          | Spacewatch                        |
| (309714)            | 2008 GF111             | 13 avril 2008         | Kugel, F.                         |
| (309715)            | 2008 GL114             | 9 avril 2008          | Mt. Lemmon Survey                 |
| (309716)            | 2008 GO114             | 11 avril 2008         | Spacewatch                        |
| (309717)            | 2008 GS115             | 11 avril 2008         | CSS                               |
| (309718)            | 2008 GM122             | 13 avril 2008         | Spacewatch                        |
| (309719)            | 2008 GQ129             | 3 avril 2008          | Spacewatch                        |
| (309720)            | 2008 GP136             | 3 avril 2008          | Spacewatch                        |
| (309721)            | 2008 GU140             | 11 avril 2008         | Mt. Lemmon Survey                 |
| (309722)            | 2008 GT145             | 11 avril 2008         | LINEAR                            |
| (309723)            | 2008 HJ6               | 24 avril 2008         | Spacewatch                        |
| (309724)            | 2008 HC18              | 26 avril 2008         | Spacewatch                        |
| (309725)            | 2008 HL67              | 29 avril 2008         | Mt. Lemmon Survey                 |
| (309726)            | 2008 HZ68              | 30 avril 2008         | Mt. Lemmon Survey                 |
| (309727)            | 2008 HW69              | 30 avril 2008         | Mt. Lemmon Survey                 |
| (309728)            | 2008 JF                | 1er mai 2008          | CSS                               |
| (309729)            | 2008 JU23              | 7 mai 2008            | Spacewatch                        |
| (309730)            | 2008 KJ39              | 30 mai 2008           | Spacewatch                        |
| (309731)            | 2008 LX15              | 10 juin 2008          | Spacewatch                        |
| (309732)            | 2008 QD35              | 30 août 2008          | Astronomical Research Observatory |
| (309733)            | 2008 RK4               | 2 septembre 2008      | Spacewatch                        |
| (309734)            | 2008 RW27              | 1er septembre 2008    | Siding Spring Survey              |
| (309735)            | 2008 RK50              | 3 septembre 2008      | Spacewatch                        |
| (309736)            | 2008 SV200             | 26 septembre 2008     | Spacewatch                        |
| (309737)            | 2008 SJ236             | 29 septembre 2008     | Spacewatch                        |
| (309738)            | 2008 TW22              | 1er octobre 2008      | CSS                               |
| (309739)            | 2008 TB158             | 5 octobre 2008        | OAM                               |
| (309740)            | 2008 UK2               | 22 octobre 2008       | Spacewatch                        |
| (309741)            | 2008 UZ6               | 22 octobre 2008       | Spacewatch                        |
| (309742)            | 2008 UC121             | 22 octobre 2008       | Spacewatch                        |
| (309743)            | 2008 UA172             | 24 octobre 2008       | Spacewatch                        |
| (309744)            | 2008 UL199             | 31 octobre 2008       | Mt. Lemmon Survey                 |
| (309745)            | 2008 UE268             | 28 octobre 2008       | Spacewatch                        |
| (309746)            | 2008 UC294             | 29 octobre 2008       | Spacewatch                        |
| (309747)            | 2008 UL309             | 30 octobre 2008       | CSS                               |
| (309748)            | 2008 UM316             | 30 octobre 2008       | Spacewatch                        |
| (309749)            | 2008 UF356             | 22 octobre 2008       | Spacewatch                        |
| (309750)            | 2008 VR2               | 2 novembre 2008       | LINEAR                            |
| (309751)            | 2008 VK4               | 6 novembre 2008       | LINEAR                            |
| (309752)            | 2008 VG6               | 1er novembre 2008     | CSS                               |
| (309753)            | 2008 VT38              | 2 novembre 2008       | Spacewatch                        |
| (309754)            | 2008 WS72              | 11 août 2004          | LINEAR                            |
| (309755)            | 2008 WN87              | 12 août 1997          | Spacewatch                        |
| (309756)            | 2008 WO121             | 29 novembre 2008      | Bickel, W.                        |
| (309757)            | 2008 WN129             | 23 novembre 2008      | Mt. Lemmon Survey                 |
| (309758)            | 2008 XW47              | 4 décembre 2008       | Mt. Lemmon Survey                 |
| (309759)            | 2008 XR49              | 4 décembre 2008       | Mt. Lemmon Survey                 |
| (309760)            | 2008 XF56              | 3 décembre 2008       | Mt. Lemmon Survey                 |
| (309761)            | 2008 YQ4               | 22 décembre 2008      | Kugel, F.                         |
| (309762)            | 2008 YN5               | 22 décembre 2008      | Casulli, V. S.                    |
| (309763)            | 2008 YJ15              | 21 décembre 2008      | CSS                               |
| (309764)            | 2008 YM35              | 22 décembre 2008      | Spacewatch                        |
| (309765)            | 2008 YN54              | 29 décembre 2008      | Mt. Lemmon Survey                 |
| (309766)            | 2008 YR54              | 29 décembre 2008      | Mt. Lemmon Survey                 |
| (309767)            | 2008 YU64              | 30 décembre 2008      | Mt. Lemmon Survey                 |
| (309768)            | 2008 YQ65              | 30 décembre 2008      | Mt. Lemmon Survey                 |
| (309769)            | 2008 YL68              | 30 décembre 2008      | Mt. Lemmon Survey                 |
| (309770)            | 2008 YG80              | 30 décembre 2008      | Mt. Lemmon Survey                 |
| (309771)            | 2008 YU80              | 30 décembre 2008      | Spacewatch                        |
| (309772)            | 2008 YD98              | 29 décembre 2008      | Mt. Lemmon Survey                 |
| (309773)            | 2008 YC99              | 29 décembre 2008      | Spacewatch                        |
| (309774)            | 2008 YH119             | 29 décembre 2008      | Spacewatch                        |
| (309775)            | 2008 YD125             | 30 décembre 2008      | Spacewatch                        |
| (309776)            | 2008 YH125             | 30 décembre 2008      | Spacewatch                        |
| (309777)            | 2008 YN133             | 29 décembre 2008      | Spacewatch                        |
| (309778)            | 2008 YG139             | 11 novembre 2004      | Spacewatch                        |
| (309779)            | 2008 YN140             | 30 décembre 2008      | Mt. Lemmon Survey                 |
| (309780)            | 2008 YU140             | 30 décembre 2008      | Mt. Lemmon Survey                 |
| (309781)            | 2008 YC154             | 21 décembre 2008      | Spacewatch                        |
| (309782)            | 2008 YY154             | 22 décembre 2008      | Mt. Lemmon Survey                 |
| (309783)            | 2008 YN159             | 31 décembre 2008      | Mt. Lemmon Survey                 |
| (309784)            | 2008 YD161             | 29 décembre 2008      | Mt. Lemmon Survey                 |
| (309785)            | 2008 YJ163             | 30 décembre 2008      | Spacewatch                        |
| (309786)            | 2008 YM165             | 30 décembre 2008      | Mt. Lemmon Survey                 |
| (309787)            | 2008 YB166             | 22 décembre 2008      | Mt. Lemmon Survey                 |
| (309788)            | 2009 AE15              | 2 janvier 2009        | Mt. Lemmon Survey                 |
| (309789)            | 2009 AL22              | 3 janvier 2009        | Spacewatch                        |
| (309790)            | 2009 AS28              | 25 avril 2003         | Spacewatch                        |
| (309791)            | 2009 AZ33              | 15 janvier 2009       | Spacewatch                        |
| (309792)            | 2009 AF40              | 15 janvier 2009       | Spacewatch                        |
| (309793)            | 2009 AG47              | 1er janvier 2009      | Spacewatch                        |
| (309794)            | 2009 AN50              | 2 janvier 2009        | Mt. Lemmon Survey                 |
| (309795)            | 2009 BE32              | 16 janvier 2009       | Spacewatch                        |
| (309796)            | 2009 BN36              | 16 janvier 2009       | Spacewatch                        |
| (309797)            | 2009 BN38              | 16 janvier 2009       | Spacewatch                        |
| (309798)            | 2009 BL40              | 16 janvier 2009       | Spacewatch                        |
| (309799)            | 2009 BT41              | 16 janvier 2009       | Spacewatch                        |
| (309800)            | 2009 BP44              | 16 janvier 2009       | Spacewatch                        |

### 309801-309900
| Nom      | Désignation provisoire | Date de la découverte | Découvreur             |
| -------- | ---------------------- | --------------------- | ---------------------- |
| (309801) | 2009 BO48              | 16 janvier 2009       | Spacewatch             |
| (309802) | 2009 BH65              | 20 janvier 2009       | Spacewatch             |
| (309803) | 2009 BL70              | 25 janvier 2009       | CSS                    |
| (309804) | 2009 BN77              | 25 janvier 2009       | LINEAR                 |
| (309805) | 2009 BO78              | 30 janvier 2009       | Kugel, F.              |
| (309806) | 2009 BQ81              | 28 janvier 2009       | CSS                    |
| (309807) | 2009 BP85              | 25 janvier 2009       | Spacewatch             |
| (309808) | 2009 BY85              | 25 janvier 2009       | Spacewatch             |
| (309809) | 2009 BP87              | 25 janvier 2009       | Spacewatch             |
| (309810) | 2009 BV89              | 25 janvier 2009       | Spacewatch             |
| (309811) | 2009 BY91              | 25 janvier 2009       | Spacewatch             |
| (309812) | 2009 BT94              | 25 janvier 2009       | Spacewatch             |
| (309813) | 2009 BL96              | 24 janvier 2009       | PMO NEO Survey Program |
| (309814) | 2009 BE98              | 26 janvier 2009       | Mt. Lemmon Survey      |
| (309815) | 2009 BF98              | 26 janvier 2009       | Mt. Lemmon Survey      |
| (309816) | 2009 BE105             | 25 janvier 2009       | Spacewatch             |
| (309817) | 2009 BU105             | 25 janvier 2009       | Spacewatch             |
| (309818) | 2009 BY107             | 29 janvier 2009       | Mt. Lemmon Survey      |
| (309819) | 2009 BS119             | 30 janvier 2009       | Spacewatch             |
| (309820) | 2009 BD130             | 31 janvier 2009       | Mt. Lemmon Survey      |
| (309821) | 2009 BB134             | 29 janvier 2009       | Spacewatch             |
| (309822) | 2009 BX138             | 29 janvier 2009       | Spacewatch             |
| (309823) | 2009 BK143             | 30 janvier 2009       | Spacewatch             |
| (309824) | 2009 BQ147             | 30 janvier 2009       | Mt. Lemmon Survey      |
| (309825) | 2009 BM157             | 31 janvier 2009       | Spacewatch             |
| (309826) | 2009 BO157             | 31 janvier 2009       | Spacewatch             |
| (309827) | 2009 BG158             | 31 janvier 2009       | Spacewatch             |
| (309828) | 2009 BU158             | 31 janvier 2009       | Spacewatch             |
| (309829) | 2009 BF165             | 31 janvier 2009       | Spacewatch             |
| (309830) | 2009 BY172             | 19 janvier 2009       | Mt. Lemmon Survey      |
| (309831) | 2009 BW174             | 25 janvier 2009       | Spacewatch             |
| (309832) | 2009 BM177             | 30 janvier 2009       | Mt. Lemmon Survey      |
| (309833) | 2009 BM182             | 17 janvier 2009       | Spacewatch             |
| (309834) | 2009 BT184             | 18 janvier 2009       | LINEAR                 |
| (309835) | 2009 BT188             | 31 janvier 2009       | Mt. Lemmon Survey      |
| (309836) | 2009 CK2               | 2 avril 2006          | Spacewatch             |
| (309837) | 2009 CC17              | 1er février 2009      | Mt. Lemmon Survey      |
| (309838) | 2009 CG20              | 1er février 2009      | Spacewatch             |
| (309839) | 2009 CT21              | 1er février 2009      | Spacewatch             |
| (309840) | 2009 CV25              | 1er février 2009      | Spacewatch             |
| (309841) | 2009 CL28              | 1er février 2009      | Spacewatch             |
| (309842) | 2009 CS39              | 15 février 2009       | Kugel, F.              |
| (309843) | 2009 CV39              | 14 février 2009       | Kugel, F.              |
| (309844) | 2009 CR43              | 14 février 2009       | Spacewatch             |
| (309845) | 2009 CH47              | 14 février 2009       | Spacewatch             |
| (309846) | 2009 CD50              | 14 février 2009       | OAM                    |
| (309847) | 2009 CZ59              | 4 février 2009        | Spacewatch             |
| (309848) | 2009 DT3               | 17 février 2009       | LINEAR                 |
| (309849) | 2009 DR5               | 20 février 2009       | Durig, D. T.           |
| (309850) | 2009 DU6               | 17 février 2009       | Spacewatch             |
| (309851) | 2009 DB17              | 19 février 2009       | OAM                    |
| (309852) | 2009 DS31              | 20 février 2009       | Spacewatch             |
| (309853) | 2009 DX32              | 20 février 2009       | Spacewatch             |
| (309854) | 2009 DF35              | 20 février 2009       | Spacewatch             |
| (309855) | 2009 DF39              | 20 janvier 2009       | Spacewatch             |
| (309856) | 2009 DX40              | 16 février 2009       | OAM                    |
| (309857) | 2009 DT41              | 18 février 2009       | OAM                    |
| (309858) | 2009 DT46              | 28 février 2009       | LINEAR                 |
| (309859) | 2009 DM54              | 22 février 2009       | Spacewatch             |
| (309860) | 2009 DJ55              | 22 février 2009       | Spacewatch             |
| (309861) | 2009 DL56              | 22 février 2009       | Spacewatch             |
| (309862) | 2009 DE64              | 22 février 2009       | Spacewatch             |
| (309863) | 2009 DC66              | 24 février 2009       | Mt. Lemmon Survey      |
| (309864) | 2009 DP72              | 22 février 2009       | Mt. Lemmon Survey      |
| (309865) | 2009 DY72              | 24 février 2009       | Mt. Lemmon Survey      |
| (309866) | 2009 DK74              | 26 février 2009       | CSS                    |
| (309867) | 2009 DE80              | 21 février 2009       | Spacewatch             |
| (309868) | 2009 DU80              | 22 février 2009       | Spacewatch             |
| (309869) | 2009 DB89              | 24 février 2009       | Mt. Lemmon Survey      |
| (309870) | 2009 DR92              | 28 février 2009       | Spacewatch             |
| (309871) | 2009 DY94              | 28 février 2009       | Spacewatch             |
| (309872) | 2009 DB95              | 28 février 2009       | Spacewatch             |
| (309873) | 2009 DY95              | 25 février 2009       | CSS                    |
| (309874) | 2009 DH104             | 26 février 2009       | Spacewatch             |
| (309875) | 2009 DJ105             | 26 février 2009       | Spacewatch             |
| (309876) | 2009 DL116             | 27 février 2009       | Spacewatch             |
| (309877) | 2009 DH118             | 27 février 2009       | Spacewatch             |
| (309878) | 2009 DP121             | 27 février 2009       | Spacewatch             |
| (309879) | 2009 DR121             | 27 février 2009       | Spacewatch             |
| (309880) | 2009 DD123             | 28 février 2009       | Spacewatch             |
| (309881) | 2009 DC124             | 19 février 2009       | Spacewatch             |
| (309882) | 2009 DV127             | 20 février 2009       | Spacewatch             |
| (309883) | 2009 DJ128             | 21 février 2009       | Spacewatch             |
| (309884) | 2009 DE129             | 26 février 2009       | Spacewatch             |
| (309885) | 2009 DB131             | 27 février 2009       | CSS                    |
| (309886) | 2009 DA132             | 20 février 2009       | Spacewatch             |
| (309887) | 2009 DT133             | 28 février 2009       | Spacewatch             |
| (309888) | 2009 DU133             | 28 février 2009       | Mt. Lemmon Survey      |
| (309889) | 2009 DH138             | 20 février 2009       | Spacewatch             |
| (309890) | 2009 DA139             | 24 février 2009       | Spacewatch             |
| (309891) | 2009 DR139             | 19 février 2009       | CSS                    |
| (309892) | 2009 DF140             | 19 février 2009       | CSS                    |
| (309893) | 2009 DH140             | 20 février 2009       | LINEAR                 |
| (309894) | 2009 DP140             | 22 février 2009       | Spacewatch             |
| (309895) | 2009 DG141             | 20 février 2009       | Spacewatch             |
| (309896) | 2009 DR141             | 26 février 2009       | Mt. Lemmon Survey      |
| (309897) | 2009 EM2               | 3 mars 2009           | Birtwhistle, P.        |
| (309898) | 2009 EO3               | 14 mars 2009          | OAM                    |
| (309899) | 2009 EK4               | 15 mars 2009          | OAM                    |
| (309900) | 2009 EQ14              | 15 mars 2009          | Spacewatch             |

### 309901-310000
| Nom              | Désignation provisoire | Date de la découverte | Découvreur            |
| ---------------- | ---------------------- | --------------------- | --------------------- |
| (309901)         | 2009 EV19              | 15 mars 2009          | Mt. Lemmon Survey     |
| (309902)         | 2009 EF21              | 15 mars 2009          | OAM                   |
| (309903)         | 2009 EZ21              | 15 mars 2009          | OAM                   |
| (309904)         | 2009 ER24              | 2 mars 2009           | Mt. Lemmon Survey     |
| (309905)         | 2009 ET25              | 7 mars 2009           | Mt. Lemmon Survey     |
| (309906)         | 2009 EL27              | 15 mars 2009          | Spacewatch            |
| (309907)         | 2009 ET28              | 7 mars 2009           | Mt. Lemmon Survey     |
| (309908)         | 2009 EA29              | 7 mars 2009           | Mt. Lemmon Survey     |
| (309909)         | 2009 EN29              | 3 mars 2009           | Spacewatch            |
| (309910)         | 2009 EE30              | 2 mars 2009           | Mt. Lemmon Survey     |
| (309911)         | 2009 FG2               | 17 mars 2009          | Schwab, E., Kling, R. |
| (309912)         | 2009 FX6               | 16 mars 2009          | Spacewatch            |
| (309913)         | 2009 FX11              | 17 mars 2009          | Spacewatch            |
| (309914)         | 2009 FM14              | 19 mars 2009          | McDonald, D.          |
| (309915)         | 2009 FP14              | 20 mars 2009          | Kling, R., Zimmer, U. |
| (309916)         | 2009 FQ14              | 20 mars 2009          | Ferrando, R.          |
| (309917) Sefyani | 2009 FS14              | 20 mars 2009          | Ory, M.               |
| (309918)         | 2009 FF16              | 18 mars 2009          | Mt. Lemmon Survey     |
| (309919)         | 2009 FP19              | 21 mars 2009          | Kugel, F.             |
| (309920)         | 2009 FS24              | 21 mars 2009          | OAM                   |
| (309921)         | 2009 FX24              | 22 mars 2009          | OAM                   |
| (309922)         | 2009 FE33              | 21 mars 2009          | Spacewatch            |
| (309923)         | 2009 FT34              | 24 mars 2009          | Mt. Lemmon Survey     |
| (309924)         | 2009 FU34              | 24 mars 2009          | Mt. Lemmon Survey     |
| (309925)         | 2009 FN35              | 21 mars 2009          | CSS                   |
| (309926)         | 2009 FJ37              | 24 mars 2009          | Mt. Lemmon Survey     |
| (309927)         | 2009 FS38              | 17 mars 2009          | Spacewatch            |
| (309928)         | 2009 FL42              | 28 mars 2009          | Spacewatch            |
| (309929)         | 2009 FG52              | 28 mars 2009          | Mt. Lemmon Survey     |
| (309930)         | 2009 FY52              | 29 mars 2009          | Spacewatch            |
| (309931)         | 2009 FP61              | 29 mars 2009          | Spacewatch            |
| (309932)         | 2009 FK62              | 23 mars 2009          | OAM                   |
| (309933)         | 2009 FQ62              | 24 mars 2009          | Spacewatch            |
| (309934)         | 2009 FS62              | 24 mars 2009          | Spacewatch            |
| (309935)         | 2009 FF65              | 18 mars 2009          | Spacewatch            |
| (309936)         | 2009 FA66              | 19 mars 2009          | Spacewatch            |
| (309937)         | 2009 FB67              | 17 mars 2009          | Spacewatch            |
| (309938)         | 2009 FC71              | 28 mars 2009          | Mt. Lemmon Survey     |
| (309939)         | 2009 FM72              | 18 mars 2009          | CSS                   |
| (309940)         | 2009 FN72              | 18 mars 2009          | Spacewatch            |
| (309941)         | 2009 FG73              | 22 mars 2009          | Mt. Lemmon Survey     |
| (309942)         | 2009 FM73              | 24 mars 2009          | Spacewatch            |
| (309943)         | 2009 FO73              | 24 mars 2009          | Spacewatch            |
| (309944)         | 2009 FX74              | 24 mars 2009          | Spacewatch            |
| (309945)         | 2009 FJ75              | 18 mars 2009          | CSS                   |
| (309946)         | 2009 FL76              | 27 mars 2009          | Siding Spring Survey  |
| (309947)         | 2009 GD1               | 3 avril 2009          | Cerro Burek           |
| (309948)         | 2009 GL2               | 14 septembre 2005     | CSS                   |
| (309949)         | 2009 GD3               | 14 avril 2009         | Karge, S., Kling, R.  |
| (309950)         | 2009 GQ5               | 1er avril 2009        | CSS                   |
| (309951)         | 2009 HV1               | 17 avril 2009         | CSS                   |
| (309952)         | 2009 HZ2               | 16 avril 2009         | CSS                   |
| (309953)         | 2009 HB5               | 17 avril 2009         | Spacewatch            |
| (309954)         | 2009 HP5               | 17 avril 2009         | Spacewatch            |
| (309955)         | 2009 HV5               | 17 avril 2009         | Spacewatch            |
| (309956)         | 2009 HK9               | 17 avril 2009         | Mt. Lemmon Survey     |
| (309957)         | 2009 HF14              | 17 avril 2009         | CSS                   |
| (309958)         | 2009 HH14              | 17 avril 2009         | CSS                   |
| (309959)         | 2009 HJ22              | 17 avril 2009         | Spacewatch            |
| (309960)         | 2009 HK23              | 17 avril 2009         | Mt. Lemmon Survey     |
| (309961)         | 2009 HB25              | 17 avril 2009         | Spacewatch            |
| (309962)         | 2009 HO30              | 19 avril 2009         | Spacewatch            |
| (309963)         | 2009 HV30              | 19 avril 2009         | Spacewatch            |
| (309964)         | 2009 HH32              | 19 avril 2009         | Spacewatch            |
| (309965)         | 2009 HK35              | 20 avril 2009         | Spacewatch            |
| (309966)         | 2009 HN38              | 18 avril 2009         | Spacewatch            |
| (309967)         | 2009 HZ39              | 19 avril 2009         | CSS                   |
| (309968)         | 2009 HW42              | 18 mars 2009          | Spacewatch            |
| (309969)         | 2009 HF44              | 20 avril 2009         | Spacewatch            |
| (309970)         | 2009 HR44              | 21 avril 2009         | LINEAR                |
| (309971)         | 2009 HW48              | 19 avril 2009         | Spacewatch            |
| (309972)         | 2009 HH49              | 19 avril 2009         | Spacewatch            |
| (309973)         | 2009 HO54              | 20 avril 2009         | Spacewatch            |
| (309974)         | 2009 HY57              | 24 avril 2009         | Mt. Lemmon Survey     |
| (309975)         | 2009 HZ59              | 22 avril 2009         | Mt. Lemmon Survey     |
| (309976)         | 2009 HM60              | 21 avril 2009         | LINEAR                |
| (309977)         | 2009 HO61              | 17 septembre 2006     | CSS                   |
| (309978)         | 2009 HG64              | 22 avril 2009         | Mt. Lemmon Survey     |
| (309979)         | 2009 HU71              | 24 avril 2009         | Spacewatch            |
| (309980)         | 2009 HX71              | 24 avril 2009         | Spacewatch            |
| (309981)         | 2009 HJ72              | 26 avril 2009         | CSS                   |
| (309982)         | 2009 HX73              | 19 avril 2009         | CSS                   |
| (309983)         | 2009 HB74              | 20 avril 2009         | CSS                   |
| (309984)         | 2009 HZ82              | 26 avril 2009         | CSS                   |
| (309985)         | 2009 HF83              | 27 avril 2009         | Mt. Lemmon Survey     |
| (309986)         | 2009 HP85              | 29 avril 2009         | Spacewatch            |
| (309987)         | 2009 HQ85              | 29 avril 2009         | Spacewatch            |
| (309988)         | 2009 HC87              | 30 avril 2009         | Mt. Lemmon Survey     |
| (309989)         | 2009 HB92              | 29 avril 2009         | Spacewatch            |
| (309990)         | 2009 HC94              | 4 avril 2003          | Spacewatch            |
| (309991)         | 2009 HW94              | 29 avril 2009         | Cerro Burek           |
| (309992)         | 2009 HQ95              | 18 avril 2009         | Spacewatch            |
| (309993)         | 2009 HY95              | 20 avril 2009         | Spacewatch            |
| (309994)         | 2009 HV97              | 18 avril 2009         | Spacewatch            |
| (309995)         | 2009 HD100             | 27 avril 2009         | Spacewatch            |
| (309996)         | 2009 HF100             | 27 avril 2009         | Mt. Lemmon Survey     |
| (309997)         | 2009 HK101             | 29 avril 2009         | Spacewatch            |
| (309998)         | 2009 HO101             | 18 avril 2009         | CSS                   |
| (309999)         | 2009 HO103             | 19 avril 2009         | Spacewatch            |
| (310000)         | 2009 HD106             | 21 avril 2009         | Spacewatch            |

## Sources
- (en) Base de données du Centre des planètes mineures